# Alstroemeria piauhyensis
Alstroemeria piauhyensis är en alströmeriaväxtart som beskrevs av George Gardner och John Gilbert Baker. Alstroemeria piauhyensis ingår i släktet alströmerior, och familjen alströmeriaväxter. Inga underarter finns listade i Catalogue of Life.